# Scafati
Scafati is een gemeente in de Italiaanse provincie Salerno (regio Campanië) en telt 50.525 inwoners (31-12-2004). De oppervlakte bedraagt 19,7 km2, de bevolkingsdichtheid is 2382 inwoners per km2.
De volgende frazioni maken deel uit van de gemeente: Bagni, Mariconda, San Pietro, Marra-Zaffaranelli, Trentuno, San Vincenzo-Ventotto, San Antonio Vecchio.

## Demografie
Scafati telt ongeveer 15101 huishoudens. Het aantal inwoners steeg in de periode 1991-2001 met 15,7% volgens cijfers uit de tienjaarlijkse volkstellingen van ISTAT.
| Jaar | Inwoneraantal |
| ---- | ------------- |
| 1991 | 40.710        |
| 2001 | 47.082        |

## Geografie
Scafati grenst aan de volgende gemeenten: Angri, Boscoreale (NA), Poggiomarino (NA), Pompeï (NA), San Marzano sul Sarno, San Valentino Torio, Sant'Antonio Abate (NA), Santa Maria la Carità (NA).